# Anomalie de la mer Baltique

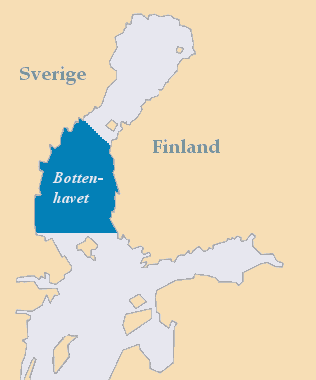
La mer de Botnie

L’anomalie de la mer Baltique est un objet non identifié figurant sur une image sonar prise par Peter Lindberg, Dennis Åsberg et leur équipe de plongée suédoise Ocean X lors d'une chasse aux trésors au nord de la mer Baltique, au centre de la mer de Botnie, en juin 2011. L'équipe a suggéré que l'image montrait un objet avec des caractéristiques inhabituelles et d'origine apparemment non naturelle, ce qui a conduit à la spéculation publiée dans des journaux à sensation qu'il s'agissait d'un OVNI naufragé. Mais un collège d'experts et de scientifiques affirme que l'image montre très probablement une formation géologique naturelle,,.

## Histoire
Le groupe « Ocean X (sv) », basée en Suède, se décrit comme une équipe de chasseurs de trésors et d'opérateurs de récupération spécialisée dans la recherche sous-marine de « boissons alcoolisées anciennes haut de gamme et d'artefacts historiques ». Selon leurs dires, ils sont rentrés à l'été 2011 d'une expédition de recherche d'épaves dans la mer de Botnie, entre la Suède et la Finlande, avec une image sonar « floue mais intéressante ». Ils ont prétendu que leur image montrait un objet non naturel circulaire de 18 mètres de diamètre avec des caractéristiques ressemblant à des rampes, des escaliers et d'autres structures évoquant un artéfact. Le groupe est revenu sur place l'année suivante dans l'intention d'obtenir une image plus claire, mais a prétendu en avoir été empêché par « une mystérieuse interférence électrique ». Dans la foulée d'une histoire publiée par le tabloïd britannique The Daily Mail en juin 2012, un certain nombre d'illustrations plus ou moins fantaisistes ressemblant à des photos sous-marines ou à des scans haute résolution ont circulé, assortis de rumeurs selon lesquelles l'objet pourrait être « un OVNI, un portail vers un autre monde, ou encore un Stonehenge sous-marin,,. »
Des échantillons de pierre qui auraient été récupérés sur le site par Ocean X ont été donnés à Volker Brüchert, professeur agrégé de géologie à l'Université de Stockholm. L'analyse de Brüchert des échantillons a indiqué que la plupart sont des granites, des gneiss et des grès. Parmi les échantillons, il y avait aussi un seul morceau de roche basaltique (volcanique), qui n'est pas à sa place sur le fond marin, mais pas inhabituel. « Comme toute la région nordique de la Baltique est fortement influencée par les processus de dégel des glaciers, les caractéristiques et les échantillons de roches se sont probablement formés en relation avec les processus glaciaires et postglaciaires. Ces roches ont probablement été transportées par les glaciers, » a expliqué Brüchert. Selon les géologues suédois Fredrik Klingberg et Martin Jakobsson, la composition chimique des échantillons fournis ressemble à celle des nodules qui ne sont pas rares dans les fonds marins, et les matériaux trouvés, y compris la limonite et la goethite, peuvent résulter d'un processus naturel.

## Réponse des scientifiques
L'image d'un sonar unique fournie par Ocean X a suscité des critiques de plusieurs sources. Hanumant Singh, de la Woods Hole Oceanographic Institution, a déclaré qu'on ne pouvait pas s'y fier parce que plusieurs distorsions la rendaient « pratiquement inutilisable pour identifier une formation sous-marine. » Selon Singh, les distorsions sont dues à un instrument sonar imprécis et bon marché qui a été mal câblé et calibré. Un rapport de MSNBC a supposé que les interprétations de l'image qui en font une soucoupe volante résultent probablement de retouches destinées à suggérer le vaisseau spatial fictif Faucon Millenium faites par des journaux tabloïds.
Le scientifique Charles Paull de l'Institut de recherche de l'aquarium de la baie de Monterey a déclaré à Popular Mechanics que l'image indistincte montrait probablement un affleurement rocheux, des sédiments déposés par un chalutier ou même un banc de poisson. Paull a décrit l'histoire comme « curieuse et amusante, mais beaucoup de bruit pour rien ». »
Réagissant à une photo publiée par le journal suédois Expressen qui aurait été prise par Ocean X lors d'une plongée pour recueillir des échantillons de roches, Göran Ekberg, archéologue marin du musée de la Marine de Stockholm, a déclaré : « Une formation géologique naturelle ne peut être exclue. Je suis d'accord que la découverte est bizarre car elle est complètement circulaire, mais la nature a produit des choses plus étranges que ça. ». Martin Jakobsson, professeur de géologie marine et de géophysique à l'Université de Stockholm, a également déclaré : « pour clarifier les choses, je n'ai vu que les images des médias, et j'ai besoin de plus de matériel avant de faire une déclaration officielle. D'autres experts disent que l'image montre un groupe de roches déposées par un glacier, une moraine, ou le produit d'un évènement hydrothermique »,.
Jonathan Hill du Mars Space Flight Facility (en) a remis en question les motivations des annonces d'Ocean X, qui prévoyait d'emmener de riches touristes à bord d'un sous-marin pour visiter le site. Il a déclaré que « chaque fois que les gens font des découvertes extraordinaires, c'est toujours une bonne idée de voir s'ils profitent personnellement de la découverte ou si c'est une observation vraiment objective. ». Il a également suggéré qu'il aurait été facile de prendre un échantillon et de le soumettre à un test géologique, et a déclaré que les résultats des tests montrant que c'était simplement du rocher n'auraient pas profité à Peter Lindberg. »